# Hebephrene Schizophrenie
Die hebephrene Schizophrenie (von altgriechisch ἥβη = „Jugend“ und φρήν = „Seele“, „Gemüt“, „Zwerchfell“) bezeichnet eine Unterform der Schizophrenie. Bei diesem Subtyp stehen Veränderungen des Gefühls- und Gemütslebens im Vordergrund. Wahnvorstellungen und Halluzinationen kommen nur flüchtig und bruchstückhaft vor. Denken und Verhalten können desorganisiert und die Sprache zerfahren sein.
Andere Namen für das Krankheitsbild sind Hebephrenie und Desorganisierte Schizophrenie, Disorganisations-Syndrom oder Desintegrative Schizophrenie. Früher wurde es auch als Jugendirresein oder Läppische Verblödung bezeichnet, was heute aber unangemessen ist.
Die Erkrankung ist nach Hebe benannt, der Göttin der Jugend. Im antiken Griechenland hielt man das Zwerchfell für den Sitz der Seele, weshalb das Wort „phren“ (φρήν) für beide Begriffe steht.

## Geschichte
Die Hebephrenie (Dementia hebephrenica) wurde 1871 zuerst von Ewald Hecker definiert und beschrieben.
1893 prägte Emil Kraepelin unter dem Eindruck einer ähnlichen Erkrankung die Bezeichnung Dementia praecox. Sie hatte daher zunächst etwa die gleiche Bedeutung wie die Dementia hebephrenica. In den Folgejahren erweiterte sich der Begriff der Dementia praecox aber und umfasste 1899 neben der Dementia hebephrenica schließlich auch die Dementia catatonica und die Dementia paranoides. Er bezog sich nun also nicht mehr nur auf eine einzelne Unterform, sondern auf eine ganze Krankheitsgruppe.
1908 verwarf Eugen Bleuler dann die Bezeichnung Dementia praecox und erfand einen neuen Namen für diesen Formenkreis von Erkrankungen: Schizophrenie.
1957 unterschied Karl Leonhard in seiner Aufteilung der endogenen Psychosen vier Subtypen der Hebephrenie.
2013 wurde die Hebephrenie aus dem amerikanischen Diagnosesystem DSM-5 entfernt.

## Krankheitsbild

### Gefühlsleben
Die hebephrene Schizophrenie führt zu einer Verarmung der Gemütserregungen (Affekte) und einer verminderten Fähigkeit, emotional zu interagieren. Die Betroffenen reagieren gemütsmäßig nur eingeschränkt auf normalerweise bewegende Ereignisse und erscheinen durch Erfreuliches wie Unerfreuliches wenig berührt. Die normale Schwingungsfähigkeit zwischen verschiedenen affektiven Zuständen (Freude, Neugier, Trauer, Wut, Stolz …) geht verloren. Es herrscht eine flache, teilweise resonanzlose Stimmungslage ohne emotionale Wärme vor (siehe schizophrene Negativsymptomatik und Verhaltensdefizite).
Paradoxerweise kommt es dann aber manchmal wieder zu auffallend läppisch-heiterem oder überhaupt läppischem Benehmen, wie z. B. durch ein nicht nachvollziehbar starkes Lachen und eine Unangepasstheit zwischen äußerer Situation und Reaktion (Inadäquater Affekt, siehe auch Affektlabilität). Häufig kommt es bei den Patienten begleitend zu Manierismen und Grimassieren: Zweckmäßige Bewegungen werden dann sonderbar anmutend, unnatürlich-gekünstelt und verschroben ausgeführt.

### Sprache und Motorik
Die Sprache der Erkrankten ist oft gekennzeichnet durch Assoziationslockerungen, durch Danebenreden (Antworten sind nur indirekt oder gar nicht mit der Frage verbunden) oder sogar auch bis zur Unverständlichkeit desorganisiert (Wortsalat, Schizophasie). Die Betroffenen scheinen wirres Zeug oder in einer selbsterfundenen oder fehlerbehafteten Sprache und Grammatik zu reden oder schreiben in teilweise unverständlichen Sätzen. Einer der ersten, der die obengenannten mannigfaltigen Formen von Sprachstörungen studierte, war Kraepelin (siehe dazu z. B. die achte Auflage seines Lehrbuches Psychiatrie, aber auch seine vergleichende Studie zur Entstehung von Sprachstörungen: Über Sprachstörungen im Traume).
Das psychomotorische Verhalten und die Mentalität sind realitätsabgewandt, wirken autistisch und versponnen und erinnern häufig an eine verzerrende Karikatur des Verhaltens Pubertierender. Gerade dieses schein-pubertäre Verhalten wirkt aufgrund seiner Unverschämtheit oft so, als wolle der Kranke sein Gegenüber absichtlich provozieren oder verhöhnen. Die tatsächliche Ursache besteht dagegen darin, dass sich der Betroffene der Verzerrtheit seines Verhaltens gar nicht bewusst ist und deshalb auch keine Hemmung oder Scham deswegen zeigt.

### Persönlichkeit und Verhalten
Das Bewusstsein und die Orientierung bleiben meist erhalten. Oft jedoch setzt ein schleichender Verlust der Persönlichkeitsstruktur ein und die Persönlichkeit verliert ihr eigentliches, vor der Erkrankung vorhandenes Wesen. Das zeigt sich unter anderem durch zunehmende Willens- und Entscheidungsschwäche (Abulie): Diese beruht häufig auf einer als quälend empfundenen Unfähigkeit, die richtigere Entscheidung zu treffen. Oft geht das Denken an die eigene Zukunft verloren, die Erkrankten können nicht mehr arbeiten gehen (Frühberentung) oder sehen auch keine Notwendigkeit dazu. Die Fähigkeit zur Selbstreflexion und Selbstkritik ist meist ebenso verlorengegangen wie die soziale Kompetenz. Krankheitseinsicht ist meist nicht vorhanden. Andererseits gibt es auch Patienten, denen die Ursache ihres andersartigen Verhaltens sehr wohl bewusst ist bzw. erfolgreich bewusst gemacht werden konnte. In diesen Fällen können die Kranken dann häufig zusätzlich Depressionen erleiden. Aus Verzweiflung neigen einige zur Einnahme von Alkohol und anderen Drogen oder zum Suizid.
Im Vorfeld ist die Persönlichkeit meist schüchtern und einzelgängerisch, aber auch oft intelligent und gewissenhaft. Die Intelligenz bleibt auf gewissen Gebieten erhalten und in besonderen Fällen entwickeln sich sogar außergewöhnliche Fähigkeiten. Kognitive Einbußen sind jedoch mit zunehmendem Alter und fortschreitender Erkrankung möglich.

## Diagnose
Im aktuell gültigen ICD-10 wird die hebephrene Schizophrenie unter F20.1 im Kapitel „Schizophrenie, schizotype und wahnhafte Störungen“ gelistet. Für eine Diagnose müssen die allgemeinen Kriterien der Schizophrenie erfüllt sein.
Die spezielle Diagnose einer hebephrenen Schizophrenie erfordert zusätzlich, dass eine eindeutige und anhaltende Verflachung oder Inadäquatheit des Affekts vorhanden ist. Außerdem können zielloses und unzusammenhängendes Verhalten oder eindeutige Denkstörungen auftreten. Halluzinationen oder Wahn können in leichter Form vorkommen, bestimmen das klinische Bild aber nicht. Die Diagnose einer Hebephrenie sollte in aller Regel nur bei Jugendlichen oder jungen Erwachsenen und erst nach mehrmonatiger Beobachtungszeit gestellt werden.
Im DSM-IV kam die Erkrankung als sogenannter desorganisierter Typus (295.10) vor. Im DSM-5 ist diese Diagnose nicht mehr möglich, da dort alle Subtypen der Schizophrenie entfernt wurden.

## Ursachen
Wie alle Erkrankungen des schizophrenen Formenkreises ist auch die Hebephrenie eine schwere psychische Erkrankung. Die Ursachen decken sich im Wesentlichen mit denen anderer Schizophrenieformen.
Als entscheidende Ursache der Erkrankung wird verschiedentlich eine neuronale Entwicklungsstörung von einzelnen Bereichen des Gehirns bereits im Mutterleib vermutet (pränataler Ursprung). Ferner haben britisch-schwedische Wissenschaftler um Finn Rasmussen am Karolinska-Institut einen statistischen Zusammenhang zwischen dem zunehmenden Alter des Vaters bei der Zeugung und dem Risiko einer schizophrenen Erkrankung gefunden. Der Zusammenhang wird mit der Hypothese erklärt, dass mit steigendem Alter verstärkt Mutationen in den Spermien auftreten, die diese Krankheit begünstigen.
Eine weitere Erklärung für den Ausbruch der Krankheit in der Pubertät (oder etwas später) bietet das Vulnerabilitäts-Stress-Modell, das zwar eine angeborene Anfälligkeit für Schizophrenie („Verletzlichkeit“) voraussetzt, den tatsächlichen Ausbruch der Krankheit jedoch auf äußere Faktoren wie Stressbelastungen zurückführt.

## Verlauf
Der Beginn der Erkrankung liegt bei männlichen Betroffenen zwischen der Pubertät bis zur Mitte des 3. Lebensjahrzehntes, etwa zwischen dem 15. und 25. Lebensjahr. Beim weiblichen Geschlecht erfolgt der Krankheitsausbruch meist etwas später, was höchstwahrscheinlich am schützenden Östrogeneinfluss liegt, der für eine gewisse Verzögerung sorgt.
Die Störung wird aber anfangs häufig nicht erkannt, da Halluzinationen, Wahnideen und katatone motorische Erscheinungen (Bewegungsanomalien) im Hintergrund stehen, den Patienten Imponierverhalten oder Eigenbrötlertum zugeschrieben wird und sie als Sonderlinge angesehen werden.

## Therapie
Die medikamentöse Therapie steht im Vordergrund, oft ergänzt durch unterstützende psychotherapeutische Maßnahmen sowie Ergo- und Physiotherapie. Oft ist eine stationäre Therapie nötig.
Antipsychotika wirken besonders gut im Falle der schizophrenen Positivsymptomatik („Überschuss-Symptome“, etwa bei Halluzinationen, Wahnideen), wie sie meist beim paranoiden Typus vorkommt. Dort werden als Ursache Gehirnstoffwechselstörungen und Veränderungen im Neurotransmitterhaushalt angenommen. Bei überwiegender Minussymptomatik („Mangel-Symptome“, z. B. mangelnde Willenskraft, Freudlosigkeit, „dynamischer Entleerung“) sind sie deutlich weniger wirksam. Hier wird vermutet, dass die Krankheitsursache mehr in hirnstrukturellen Veränderungen liegt und auch mit Zellverlusten vor allem im präfrontalen und temporalen Kortex sowie im Hippocampus zusammenhängt.

## Prognose
Unter den Subtypen der Erkrankungen des schizophrenen Formenkreises im ICD-10 hat der hebephrene Typus eine eher schlechte Prognose. Der hebephrene Subtyp verläuft in den meisten Fällen chronisch und spricht auf therapeutische Maßnahmen in aller Regel nur gering an.
Auch später noch können Krankheitsschübe auftreten, besonders in Belastungssituationen und unter Stress. Nach jedem Schub besteht jedoch die Gefahr einer irreversiblen Verstärkung von Negativsymptomatik und Persönlichkeitsverlust. Gezielt und unter Aufsicht eingesetzt, können insbesondere atypische Neuroleptika unter Umständen diese Schübe lindern.